# Berufsverband Deutscher Laborärzte
Der Berufsverband Deutscher Laborärzte e. V. (BDL) ist ein deutscher Ärzteverband mit Sitz in Berlin.
Der BDL wurde im Jahr 1983 in Bonn gegründet, geht jedoch unmittelbar aus der bereits im Jahr 1956 begründeten „Arbeitsgemeinschaft der Laboratoriumsärzte Deutschlands Bonn e.V.“ hervor. 2012 wurde der Vereinssitz nach Berlin verlegt. Satzungsmäßiger Vereinszweck des BDL ist es, „alle beruflichen Belange der Fachärzte für Laboratoriumsmedizin, Mikrobiologie, Virologie und Infektionsepidemiologie oder Transfusionsmedizin, und der Fachwissenschaftler der Medizin national und international wahrzunehmen und die gemeinsamen Berufsinteressen der Mitglieder ebenso wie die wirtschaftlichen Interessen besonders betroffener Berufsgruppen zu wahren, zu fördern und zu vertreten.“ Vorsitzender des BDL ist der Lübecker Labormediziner Andreas Bobrowski.